# Desa Cibeber (administrativ by i Indonesien, Jawa Barat, lat -7,69, long 108,19)
Desa Cibeber är en administrativ by i Indonesien.   Den ligger i provinsen Jawa Barat, i den västra delen av landet, 220 km sydost om huvudstaden Jakarta.